# Metergolina
La metergolina (INN, BAN), venduta con i marchi Contralac (uso veterinario) e Liserdol (uso clinico), è un farmaco monoaminergico del gruppo delle ergoline, utilizzato come inibitore della prolattina nel trattamento dell'iperprolattinemia e per sopprimere l'allattamento.

## Farmacologia

### Farmacodinamica
La metergolina è un ligando di vari recettori della serotonina e della dopamina.
| Sito | Affinità (Ki [nM]) | Efficacia (Emax [%]) | Azione               |
| --- | ------------------ | -------------------- | -------------------- |
| 5-HT1A | 4.3                | ?                    | Antagonista          |
| 5-HT1B | 5.2–36             | ?                    | Antagonista parziale |
| 5-HT1D | 0.60–11.7          | ?                    | Antagonista parziale |
| 5-HT1E | 776–1,122          | ?                    | ?                    |
| 5-HT1F | 339–341            | ?                    | ?                    |
| 5-HT2A | 0.12–2.3           | ?                    | Antagonista          |
| 5-HT2B | 0.71–1.8           | ?                    | Antagonista          |
| 5-HT2C | 0.18–1.8           | ?                    | Antagonista          |
| 5-HT3 | >5,000–7,400       | ?                    | ?                    |
| 5-HT4 | 354                | ?                    | ?                    |
| 5-HT5A | 630                | ?                    | ?                    |
| 5-HT5B | 1,000              | ?                    | ?                    |
| 5-HT6 | 61–400             | ?                    | ?                    |
| 5-HT7 | 6.4–6.5            | ?                    | Antagonista          |
| D2 | ?                  | ?                    | Agonista             |
| Notes: Tutti i siti sono umani ecceto il 5-HT3 (ratti/maiali), 5-HT4 (maiali), e 5-HT5B (ratti—nessuna controparte umana). |                    |                      |                      |